# Dyanne Bito
Dyanne Marie Christine Bito  (phát âm tiếng Hà Lan: [diˈɑnə maːˈri krɪsˈtinə ˈbitoː]; sinh ngày 10 tháng 8 năm 1981) là một cựu hậu vệ bóng đá nữ người Hà Lan, từng chơi cho đội tuyển bóng đá quốc gia nữ Hà Lan  và câu lạc bộ ở Hà Lan và Đức.

## Sự nghiệp câu lạc bộ
Bito bắt đầu sự nghiệp tại Haarlem, nơi cô thi đấu cho Geel-Wit năm 1994, cô chuyển đến The Yellow Black Boys (TYBB) năm 1998 và đến ASV Wartburgia năm 2000.
Năm 2004, cô ký hợp đồng với câu lạc bộ FFC Heike Rheine của Bundesliga Đức. Cô ở lại Đức trong 3 mùa giải và ghi 30 bàn với 63 lần ra sân.
Cô trở về Hà Lan trước mùa giải 2007-08 và chơi cho ADO Den Haag trong lễ khai mạc Eredivisie nữ. Cho đến thời điểm đó trong sự nghiệp, Bito đã chơi như một tiền đạo nhưng tại ADO, cô bắt đầu chơi như một hậu vệ phải. Cô cũng xuất hiện lần đầu tại Cúp bóng đá nữ UEFA (nay được gọi là Giải vô địch nữ UEFA) trong trận đấu vòng loại đầu tiên của Cúp bóng đá nữ UEFA 2007 với KÍ của Quần đảo Faroe.
Năm 2008, cô ký hợp đồng với AZ Alkmaar và giành được các danh hiệu Eredivisie trong năm 2008-09  và 2009-10. Bito đã giành Cúp nữ KNVB năm 2010-11, cô đã chơi trong trận chung kết trong trận đấu AZ đánh bại SC Heerenveen 2-0.
Khi AZ quyết định dừng các hoạt động bóng đá nữ sau khi kết thúc mùa giải 2010-11, Bito là một trong số nhiều cầu thủ chuyển đến câu lạc bộ mới thành lập Telstar. Cô đã chơi trong BeNe League, khi nó thay thế Eredivisie vào năm 2012. Sau bốn mùa ở câu lạc bộ, Bito tuyên bố từ giã sự nghiệp bóng đá vào năm 2015.

## Sự nghiệp quốc tế
Trong 15 năm, Bito là thành viên của đội tuyển quốc gia Hà Lan. Trận ra mắt của cô là gặp Hungary vào ngày 14 tháng 10 năm 2000, cô vào sân thay người ở phút thứ 75 của trận đấu trên sân khách trong trận play-off vòng loại Euro 2001 của UEFA mà Hà Lan thắng 3-0.
Cô là một phần của đội tuyển Hà Lan thi đấu UEFA Women's Euro 2009 tại Phần Lan. Vào tháng 12 năm 2009, khi đó, huấn luyện viên quốc gia Vera Pauw đã rời Bito và Claudia van den Heiligenberg ra khỏi đội hình trước trận đấu với Belarus. Quyết định này đã gây tranh cãi và được báo cáo rằng bộ đôi này đã bị đuổi vì họ đang trong một mối quan hệ. Pauw giận dữ bác bỏ các yêu sách, nói rằng đó là một sự xúc phạm khi cho rằng họ bị loại vì mối quan hệ của họ. Van den Heiligenberg và Bito vẫn ở cùng nhau  và cả hai đã được trở lại vào đội tuyển quốc gia bởi huấn luyện viên quốc gia Roger Reijners vào năm 2010.
Vào ngày 22 tháng 4 năm 2010, Bito xuất hiện lần thứ 100 cho đội tuyển quốc gia Hà Lan tại trận đấu vòng loại FIFA World Cup 2011 với đội tuyển Macedonia.
Vào tháng 6 năm 2013, huấn luyện viên đội tuyển quốc gia Roger Reijners đã chọn Bito trong đội hình cho UEFA Women's Euro 2013 tại Thụy Điển.
Reijners đã chọn Brito là một phần của đội tuyển Hà Lan cho FIFA World Cup 2015 tại Canada. Ngay sau khi kết thúc giải đấu, cô tuyên bố giã từ sự nghiệp bóng đá và vào thời điểm đó, cô là cầu thủ quốc tế người Hà Lan được giới thiệu nhiều thứ hai với 146 lần ra sân (chỉ sau 156 của Annemieke K Diesel).

## Danh hiệu
AZ Alkmaar
- Eredivisie (2): 2008-09 và 2009-10
- Cúp nữ KNVB (1): 2010111

## liên kết ngoài
- Hồ sơ Dyanne Bito trên Onsoranje (tiếng Hà Lan)
- Hồ sơ Dyanne Bito về phụ nữ Hà Lan Lưu trữ ngày 19 tháng 4 năm 2015 tại Wayback Machine (tiếng Hà Lan)
- Hồ sơ Dyanne Bito trên UEFA.com
- Hồ sơ Lưu trữ ngày 15 tháng 7 năm 2019 tại Wayback Machine tại đường bóng đá